# Lincoln (Auckland)
Pour les articles homonymes, voir Lincoln.
Lincoln est une banlieue résidentielle située dans l’ouest de la ville d’Auckland dans l’Île du Nord de la Nouvelle-Zélande.

## Municipalités limitrophes
C’est aussi le lieu de tournage de la série Shortland Street

## Population
La banlieue avait une population de 8 508 habitants lors du recensement de 2013 en Nouvelle-Zélande.

## Toponymie
La banlieue est parfois appelée « Lincoln North » ou traitée comme une partie d'Henderson North pour éviter la confusion avec la ville de Lincoln située dans la région de Canterbury dans l'Île du Sud.

## Routes principales
L' Autoroute  du nord-ouest d’Auckland (en) passe à travers la partie nord de la banlieue avec la jonction de Lincoln Road fournissant ainsi un accès à l’autoroute .
Lincoln Road traverse la banlieue et est la principale rue avec Universal Drive et Central Park Drive pour rentrer ou sortir de la ville.

## Centres commerciaux principaux
« Lincoln North mall » est un petit centre commercial au coin de Lincoln Road et Universal Drive, et à travers d’Universal Drive se trouve le supermarché de Pak'n Save (en) et le mégastore nommé Mitre 10 (en).

## Éducation
- Pomaria Road School est une école contribuant au primaire (allant de l’année 1 à 6) avec un taux de décile de 2 et un effectif de 444 élèves [2]. L’école a été ouverte vers l’année 1960
- Elle a été précédée depuis l’année 1992 par le Kohanga Reo (en) (jardin d’enfant en immersion en langue Māori) [3].

- ACG Sunderland School and College (en) est une école privée avec un taux de décile de 9 et un effectif d’environ 220 élèves [4]. Elle a ouvert au début de l’année 2007 [5].

- Ngā Kākano Christian Reo Rua Kura est une école privée composite (allant de l’année 1 à 15) avec un taux de décile de 3 et un effectif de 52 élèves [6].

Autrefois appelée « Ngā Kākano o Te Kaihanga », c’est la première école bilingue (anglais et maori) chrétienne de Nouvelle-Zélande .
Toutes ces écoles sont mixtes.
Les écoles secondaires du secteur sont :
- Henderson High School (en),
- collège Liston (en) et
- St Dominic's College (en), qui sont situés dans la banlieue d’ Henderson North juste à l’ouest de la banlieue de Lincoln.